# Pristomyrmex pegasus
Pristomyrmex pegasus é uma espécie de formiga do gênero Pristomyrmex, pertencente à subfamília Myrmicinae.